# Giovanni Arcolano
Giovanni Arcolano (Verona, 1390 – Ferrara, 1458) è stato un medico italiano.

## Biografia
Docente a Bologna (1412-1427), a Padova e a Ferrara (1433), fu autore di una Practica medica e commentatore di Rhazes ed Avicenna.

## Opere
- (LA) Expositio in primam fen quarti Canonis Avicenne, Venezia, eredi di Ottaviano Scoto & C., 1519.
- (LA) Practica particularium morborum, Venezia, eredi di Lucantonio Giunta, 1557.